# Ostraciidae
La famiglia Ostraciidae comprende 25 specie di pesci ossei d'acqua salata, conosciuti principalmente come pesci scatola o pesci cofano, appartenenti all'ordine Tetraodontiformes.

## Distribuzione e habitat
Questi pesci sono diffusi in tutti gli oceani e mari della fascia tropicale. Abitano le barriere coralline e i bassi fondali.

## Descrizione
Questi pesci hanno la particolarità di possedere uno scheletro osseo esterno (chiamato carapace) che protegge l'intero corpo. Esso è quindi rigido, con pochissime aperture (per occhi, bocca, coda e pinne). Non possiedono pinne ventrali.

## Etimologia
Il nome scientifico Ostraciidae deriva dalla parola greca ostrakon, conchiglia.

## Veleno
Alcune specie possono rilasciare, se minacciate, una tossina che avvelena l'acqua circostante, stordendo il predatore. Alla morte il cadavere rilascia comunque queste sostanze.

## Acquariofilia
Alcune specie hanno successo in acquario per la loro particolare forma e livrea, anche se l'acquariofilo è conscio del pericolo che arreca agli altri abitanti della vasca in caso di pericolo e di morte dell'Ostracide acquistato.

## Specie

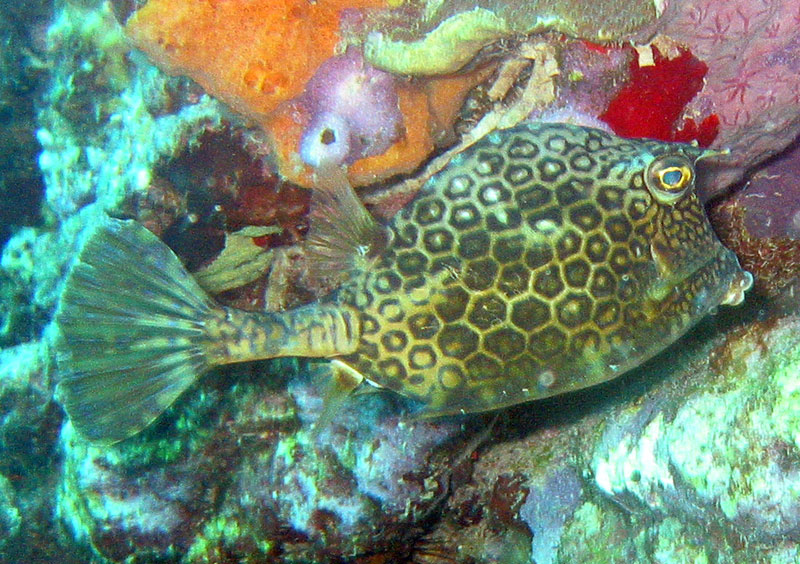
Acanthostracion polygonius

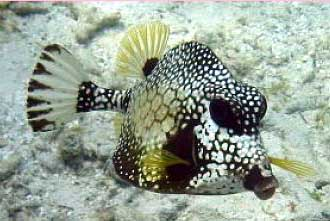
Lactophrys triqueter

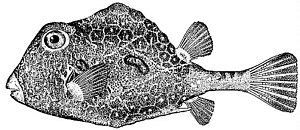
Lactophrys trigonus

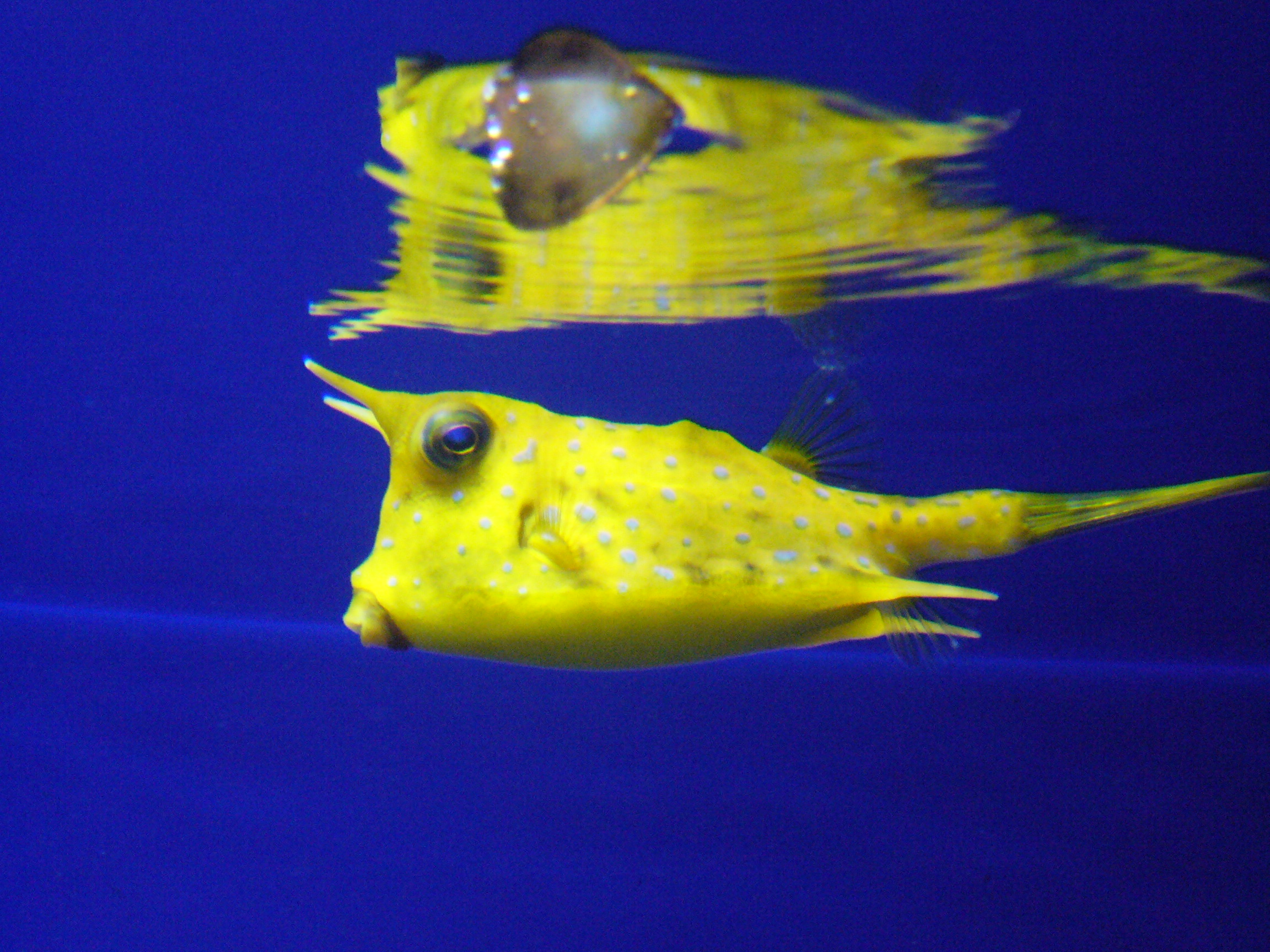
Lactoria cornuta

- Acanthostracion guineensis
- Acanthostracion notacanthus
- Acanthostracion polygonius
- Acanthostracion quadricornis
- Lactophrys bicaudalis
- Lactophrys trigonus
- Lactophrys triqueter
- Lactoria cornuta
- Lactoria diaphana
- Lactoria fornasini
- Lactoria paschae
- Ostracion cubicus
- Ostracion cyanurus
- Ostracion immaculatus
- Ostracion meleagris
- Ostracion nasus
- Ostracion rhinorhynchos
- Ostracion solorensis
- Ostracion trachys
- Ostracion whitleyi
- Paracanthostracion
- Tetrosomus concatenatus
- Tetrosomus gibbosus
- Tetrosomus reipublicae
- Tetrosomus stellifer